# 松好貞夫
松好 貞夫（まつよし さだお、1899年12月1日 - 1982年10月19日）は、日本の経済史学者。専門は日本経済史。経済学博士（同志社大学）。東京都立大学名誉教授、流通経済大学名誉教授。

## 来歴
滋賀県生まれ。1925年同志社大学法学部経済学科卒。本庄栄治郎の下で日本経済史研究に従事。大阪市職員として#明治経済市史の編纂にあたり、次いで大蔵省に於いて#明治財政史の編纂員を務める。1947年同志社大学教授。1949年「新田の研究」で同志社大学経済学博士。1952年東京都立大学教授、1957年初代法経学部長、1963年定年退官、名誉教授。1965年開学の流通経済大学に招かれ経済史を教授、のち名誉教授。大学歌のひとつである「登竜の門」の作詞を手掛けた。

## 栄典
- 1971年（昭和46年）11月3日 - 勲三等瑞宝章[9]

## 著書
- 『土佐藩経済史研究』日本評論社、1930年
- 『日本両替金融史論』文藝春秋社、1932年、新版・柏書房、1965年
- 『新田の研究』有斐閣・日本経済史研究所研究叢書、1936年
- 『両替商金融史 第3部 (明治維新後に於ける両替商金融)』金融研究会、1937年
- 『近世の産業と両替商金融』金融研究会、1938年
- 『経済史概論』三和書房、1950年
- 『土地経済の発展類型』同志社大学出版部、1952年
- 『村の記録』岩波新書、1956年
- 『金貸と大名』弘文堂・アテネ新書、1957年
  - 『金持大名貧乏大名』人物往来社、1964年、歴史選書、1967年
  - 『大名やりくり帖：金持大名貧乏大名』新人物往来社、1970年、1995年
- 『太閤と百姓』岩波新書、1957年
- 『北涯の悲劇』雄山閣出版、1960年
  - 『アイヌ人物語：北涯の悲劇』雄山閣出版、1970年
- 『天保の義民』岩波新書、1962年
- 『関ヶ原役：合戦とその周辺』人物往来社、1964年
- 『戦国の軍資金』人物往来社、1964年
- 『太閤軍記』人物往来社、1965年
- 『黄金と落城：戦国の軍資金』新人物往来社、1970年
- 『明治絶対主義の経済と金融』勁草書房、1971年
- 『武家と公家：桂御所縁起』弘文堂・アテネ新書、1971年
- 『流通経済前史の研究』名著出版、1972年
- 『大坂落城：浅井三代と豊臣家』新人物往来社、1975年

### 共編著
- 『日本経済史第三文献』本庄栄治郎・吉川秀造共編、日本評論新社、1953年
- 『日本輸送史』安藤良雄共編著、日本評論社、1971年

### 明治経済市史
- 『明治大正大阪市史紀要』全50号[10]、大阪市役所、1930-32年
- 大阪市役所編『明治大正大阪市史』全8巻、日本評論社、1933-35年、担当項執筆／第5巻（論文篇）1933年、所収「明治初期の大阪の信用組織」pp.381-446

### 明治財政史
大蔵省編纂『明治大正財政史』全20巻、財政経済学会、1936-40年、編纂員